# Llista de viles ohlone

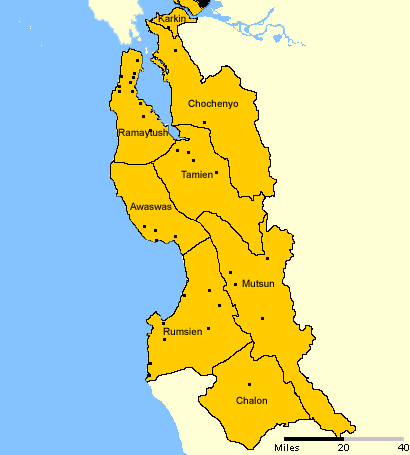
Mapa de les llengües i viles costano.

Unes 50 viles i tribus dels Ohlone (poble d'amerindis de Califòrnia també coneguts com a costano) havien estat identificades com a existents al Nord de Califòrnia cap al 1769 a les regions de la península de San Francisco, vall de Santa Clara, East Bay, muntanyes de Santa Cruz, badia de Monterey i vall de Salinas. Els noms coneguts de les tribu i llogarets de pobles que parlaven les llengües ohlone s'enumeren a continuació per regions.

## Península de San Francisco
Llengües parlades: ramaytush, tamyen a la frontera meridional
Tribus i viles de la Península de San Francisco:
1. Ahwaste - la península de San Francisco[3]
2. Chiguan – costa Pacífica de la península de San Francisco veïnatge de Half Moon Bay[4]
3. Cotegen - costa Pacífica sud de Half Moon Bay
4. Lamchin - l'actual comtat de San Mateo, platges de la badia del sud de Belmont a Redwood City i valls a l'oest
5. Oljon – Costa pacífica al baix San Gregorio Creek i Pescadero Creek
6. Quiroste - Costa pacífica de Bean Hollow Creek a Ano Nuevo Creek[5]
7. nom desconegut - A Tunitas Creek[6]
8. Romonan - la península de San Francisco
9. Ssalson (tribu) – al llarg de San Mateo Creek, a la vall de San Andreas. Tenia 3 viles:
  - Aleitac (vila) - al llarg de San Mateo Creek a la vall de San Andreas
  - Altahmo (vila) - (també Altagmu) - al llarg de San Mateo Creek a la vall de San Andreas
  - Uturbe (vila) - al llarg de San Mateo Creek a la vall de San Andreas
10. Pruristac – Una milla de la Costa pacífica a la vall de San Pedro, vora San Pedro Creek, actualment Pacifica
11. Timigtac – mitja milla de la Costa pacífica, als marges de Calera Creek, l'actual Pacifica
12. Tulomo - la península de San Francisco[7]
13. Urebure (també Buriburi)[8]- San Bruno Creek al sud de la muntanya San Bruno
14. Yelamu (tribu) – nord de la península de San Francisco
  - Amuctac (vila) - vora Visitation Valley a San Francisco
  - Chutchui (vila) – vora l'actual lloc de la Missió de Dolores a San Francisco.[9]
  - Petlenuc (vila) – vora del Presidio a San Francisco
  - Sitlintac (vila) - vora Mission Creek a San Francisco
  - Tubsinta (vila) - vora Visitation Valleya San Francisco
15. Puichon - vora l'actual Menlo Park, Palo Alto i Mountain View
16. Tuchayune – vila de pescadors de l'illa Angel[10]

## Vall de Santa Clara
Llengües parlades: Tamyen, chochenyo a franges orientals
Regió lingüística tamyen (també pronunciat Tamien, Thamien) – la vall de Santa Clara al llarg del riu Guadalupe River i a l'oest cap a Cupertino.
Tribus i viles de la vall de Santa Clara:
1. Alson - baixos pantans a l'extrem sud de la Badia de San Francisco Bay, actualment Newark, Milpitas i Alviso
2. Aulintac (també pronunciat Auxentac) - al llarg de Coyote Creek
3. Asirin – Muntanyes costaneres a l'est de la vall de Santa Clara
4. Aulintac (també pronunciat Auxentac) - al llarg de Coyote Creek
5. Churistac – terme que cobreix viles properes a les muntanyes orientals de Morgan Hill
6. Matalan – vall de Santa Clara de Coyote a Morgan Hill
7. Pala (also known as Palenos) – muntanyes de Hall's Valley entre la vall de Santa Clara i Mount Hamilton
8. Ritocsi – Vall de Santa Clara a l'alt riu Guadalupe i central Coyote Creek
9. Grup San Bernardino - Vall de Santa Clara, localització desconeguda. Vegeu Partacsi.
  - Lamaytu (tribu) - Vall de Santa Clara
  - Muyson (tribu) - Vall de Santa Clara
  - Pornen (tribu) - Vall de Santa Clara
  - Solchequis (tribu) - Vall de Santa Clara
10. So-co-is-u-ka (vila) - Assentament original de la Missió de Santa Clara (Missió de Santa Clara de Thamien) al riu Guadalupe, 1777.
11. "Santa Ysabel" – est de la Vall de Santa Clara i alt Calaveras Creek
12. Somontac (also called Santa Clara) – temptativament regió de Los Gatos de la Vall de Santa Clara, i la vila de Matalan
13. Thamien (vila o localitat) – Lloc original de la Missió de Santa Clara (Missió Santa Clara de Thamien) al riu Guadalupe, 1777.
14. Tayssen – àrea gran de les muntanyes costaneres a l'est i sud-est de la Vall de Santa Clara

En el veïnatge:
1. Junas – probablement a Hospital Creek o la vall de San Antonio de Diablo Range
2. Werwersen – prop de Mt. Hamilton, Diablo Range[11]

*Vegeu també: Chitactac, Partacsi, possiblement a aquesta vall.

## Muntanyes Santa Cruz
Llengües parlades: awaswas, tamyen a la frontera oriental
Tribus i viles de les Muntanyes Santa Cruz:
1. Achista (potser inclou Acsaggis[1]) - Muntanyes Santa Cruz, actualment Boulder Creek, i Riverside Grove
2. Chalumu, actual localització de la ciutat de Santa Cruz[12]
3. Chaloctac – al voltant de Loma Prieta Creek a la cresta de les Muntanyes Santa Cruz
4. Chitactac - Muntanyes Santa Cruz i/o vall de Santa Clara
5. Cotoni – Costa del Pacífic a l'actual Davenport
6. Olpen (també conegut com a Guemelentos) - turons i valls interiors a les Muntanyes Santa Cruz, La Honda Creek, Corte de Madera Creek
7. Partacsi (també coneguts com a "Paltrastach") – Àrea muntanyenca de Saratoga Gap, conques de l'alt Pescadero Creek, Stevens Creek, i Saratoga Creek. Poster vila i centre dels grups tribals de San Bernardino.
8. Sayanta – Àrees Scotts Valley, Glenwood, i Laural (part de la cessió mexicana Arrollo de Sayante)
9. Sokel, a l'actual Aptos[12]

## Àrea East Bay
Llengües parlades: chochenyo, karkin al nord
Tribus i viles de l'àrea East Bay:
1. Causen - (aka Patlans) – vall de Sunol
2. Huchian -àrea gran de les platges d'East Bay, de Temescal Creek a l'actual Richmond
3. Huchiun-Aguasto - East Bay les platges meridionals de la badia San Pablo
4. Karkin - (Los Carquines) - a ambdós marges de l'estret de Carquinez, actualment Crockett, Port Costa, Martinez i Benicia
5. Luecha – Sud-est de Livermore
6. Jalquin/Yrgen - Actualment Hayward, Castro Valley
7. Pelnen – part occidental de la vall de Livermore, de Pleasanton a Dublin
8. Seunen – Cantó nord-oest de la vall de Livermore
9. Souyen – Aiguamolls de la vall de Livermore i Tassajara Creek als contraforts meridionals de Mount Diablo
10. Ssaoam – al voltant de Brushy Peak i Altamont Pass, entre les valls de Livermore i San Joaquin
  - Yulian (subrup o altre nom de Ssaoams)
11. Taunan – part muntanyosa d'Alameda Creek i Arroyo del Valle al sud de la divisió entre els comtats Alameda-Contra Costa
12. Tuibun – boques d'Alameda Creek i Coyote Hills, a la platja oriental de la badia de San Francisco

## Àrea de la badia de Monterey
Llengües parlades: awaswas a la costa nord, rumsen a la costa sud, mutsun a l'interior
Tribus i viles de la badia de Monterey:
1. Aptos – Platges de la badia de Monterey a l'est d'Aptos, a mig camí del riu Pajaro
2. Cajastaca - nord o nord-est de Watsonville, vora el riu Pajaro
3. Ichxenta – A San Jose Creek, vora la reserva estatal Point Lobos.
4. Kalindaruk (Calendaruc)- comtat de Monterey[13]
5. Rumsen (vila) - riu Carmel, aproximadament 5 milles a l'interior de la Missió de San Carlos i la costa del Pacífic[12]
6. Uypi – actual ciutat de Santa Cruz
7. Wacharon – vora l'actual Moss Landing[14]

## Vall de Salinas
Llengües parlades: rumsen, mutsun, chalon
Tribus i viles de la vall de Salinas:
1. Ansaime (també Ausaima) – cantó oriental de San Felipe a Pacheco Creek
2. Chipuctac- Canada de Osos, àrea nord-est de Gilroy
3. Mutsun (vila) – a la Missió de San Juan Bautista, al riu San Benito, a l'oest de l'actual Hollister.[12]
4. Pitac – possiblement àrea de San Martin o alguna part d'Unijama a l'àrea de Gilroy
5. Tomoi – àrea general de Pacheco Pass
6. Unijaima (també pronunciat Unijaimas) - àrees Gilroy i Carnadero
7. Wachero-n – al lloc de la Missió Soledad al riu Salinas[12]